# Pelhe
Pelhe, é um bairro na freguesia de Calendário, concelho de Vila Nova de Famalicão, Portugal.